# Luigi Volpicelli
Luigi Volpicelli (Siena, 13 giugno 1900 – Roma, 18 giugno 1983) è stato un pedagogista italiano.

## Biografia
Fratello minore di Arnaldo Volpicelli, fu allievo di Giovanni Gentile e docente alla Sapienza-Università di Roma dal 1939 al 1970.
Fondatore e direttore di varie riviste scientifiche di pedagogia, è noto per Il fanciullo segreto (1948) e i tre volumi de L'educazione contemporanea (1966), nonché per Pedagogia d'urto (1969). Scrisse inoltre un romanzo, Primavera a Panabianco, dal quale nel 1944 venne tratto un film, Rosalba, oggi considerato perduto.
Sposato con Maria Signorelli, morì a Roma il 18 giugno 1983.